# Södra Bohusläns fotbollsdomarklubb
Södra Bohusläns Fotbolldomarklubb (SBFDK) bildades 14 februari 1969.
Domarklubbens geografiska upptagningsområde är Orust, Tjörn, Stenungsund samt delar av Kungälvs kommun.
Klubben har genom åren fostrat en mängd fotbollsdomare på skiftande nivåer. Bland dessa kan nämnas Mikael Nilsson, Stora Höga och Åke Andréasson, Stenungsund. Båda med erfarenheter från bl.a. Champions League. I skrivande stund[när?] kan inte mindre än tre domare i klubben titulera sig Elitdomare. Redan nämnde Åke Andreasson samt Sven-Martin Åkesson, Kode och Gunilla Sparrman, Stenungsund. De två sistnämnda är inte fostrade i klubben, utan är inflyttade.